# Miyashita Sōichirō
Miyashita Sōichirō (宮下 宗一郎) là chính khách người Nhật Bản. Trước đây, ông từng làm thị trưởng thành phố Mutsu từ ngày 29 tháng 6 năm 2014 đến ngày 3 tháng 3 năm 2023. Ngày 29 tháng 6 năm 2023, ông nhậm chức thống đốc tỉnh Aomori sau chiến thắng cuộc bầu cử địa phương.